# Мирза Хасиб Кудси
Мирза Хасиб Кудси (азерб. Mirzə Həsib Qüdsi; 1828, Баку, Бакинская провинция, Российская империя — 1908, Баку, Бакинский уезд, Бакинская губерния, Российская империя) — азербайджанский поэт и педагог XIX века, член литературного общества «Маджмауш-шуара».

## Биография
Мирза Хасиб Алигулу оглы Кудси родился в 1828 году в Баку. После получения начального образования в родном городе, отправился в Тегеран, чтобы продолжить его. Он в совершенстве изучил персидский и арабский языки и освоил теологию и мировые науки. Завершив образование, Мирза Хасиб вернулся в Баку, где открыл школу, в которой преподавал до конца жизни. Поэт скончался в 1908 году в возрасте 80 лет.

## Творчество

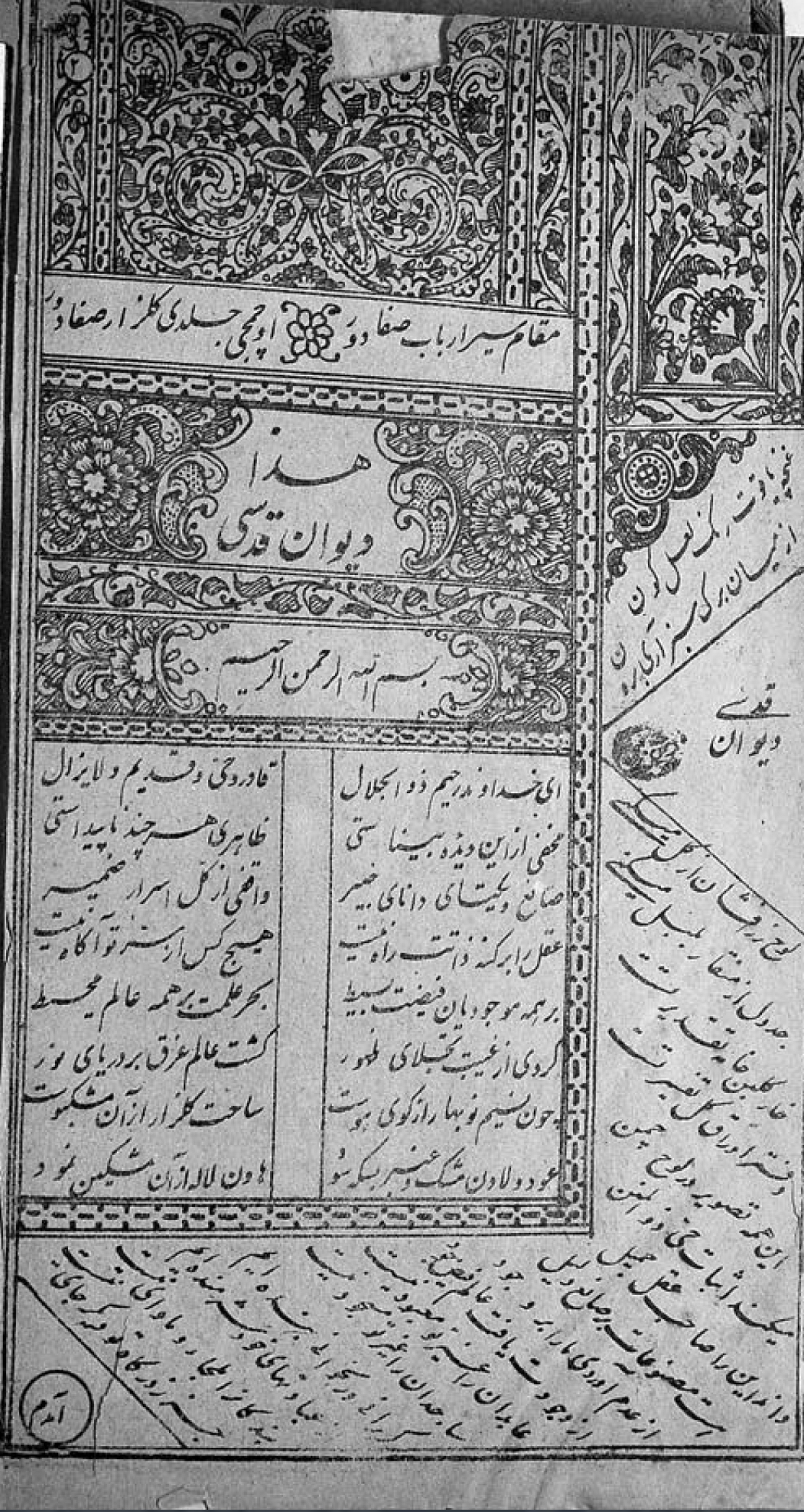
Титульный лист дивана Мирзы Хасиба Кудси, написанного в 1893 году

Произведения Мирзы Хасиба издавались в различных газетах и журналах, таких как «Мяктяб», «Шарги-Рус», «Хайят, «Иршад», «Дябистан», «Тязя хайят», «Фююзат». Его диван издавался в 1883 и 1887 годах в Тебризе и в 1901 году в Баку. Кудси является одним из прогрессивных поэтов своего времени. Он призывал людей в своих произведениях к науке и считал её спасителем людей от невежества.